# 西村純平
西村 純平（にしむら じゅんぺい）は、日本の実業家。日本貿易振興会理事長や、日新電機代表取締役社長、関西経済同友会代表幹事などを歴任した。

## 人物・経歴
大阪府立北野中学校（現大阪府立北野高等学校）を経て、東京商科大学（現一橋大学）卒業。1925年住友銀行入行。1947年住友銀行常務取締役。1950年関西経済同友会代表幹事。同年日本金融学会理事。1952年住友銀行専務取締役。1953年にはライオンズクラブ大阪支部結成式に参会。1966年山口県同郷会会長。1973年勲二等瑞宝章受章。住友銀行副頭取、日新電機代表取締役社長を経て、1974年日本貿易振興会理事長、対外経済協力審議会委員。